# Batalha de Belgorod (2023)
A Batalha de Belgorod foi um confronto militar que começou quando um grupo de partisans dissidentes russos (a Legião da Liberdade e o Corpo Voluntário), baseados na Ucrânia, lançaram uma incursão militar, iniciada em 22 de maio de 2023, no Oblast de Belgorod, tomando territórios e causando extensos danos especialmente no Distrito de Grayvoronsky. A Legião da Liberdade da Rússia afirmou que os seus combatentes assumiram o controle de várias cidades fronteiriças. As autoridades russas disseram que os ataques foram conduzidos por um grupo ucraniano de sabotagem e reconhecimento que cruzou a fronteira para o Oblast de Belgorod. Em resposta, o regime de operação antiterrorista da Rússia foi imposto na região para combater a ofensiva. Foi a maior incursão em território russo desde o início da invasão russa da Ucrânia.
Os grupos armados pró-Ucrânia cruzaram a fronteira dia 22 de maio, tomando controle dos vilarejos na região do Oblast de Belgorod, publicando fotos em grupos do Telegram perto de placas de estrada com os nomes da cidade, além de fotos de equipamentos militares e guardas fronteiriços capturados. No final da noite, o governo do Oblast de Belgorod anunciou um estado de alerta e começou a evacuar a população das áreas fronteiriças.
A manhã de 23 de maio viu explosões a sede local do Serviço Federal de Segurança (FSB) em Belgorod, localizada a quase 80km da fronteira, sendo suspeitado um bombardeada por um drone. No mesmo dia, em um pronunciamento oficial, o Ministério da Defesa da Federação Russa alegou ter derrotado os insurgentes e empurrado os combatentes rebeldes de volta para a fronteira ucraniana, supostamente matando mais de 70 dos "nacionalistas", com o Kremlin insistindo que eles serem sabotadores ucranianos e não insurgentes russos. Assim, o regime de operações antiterroristas foi levantado na tarde de 23 de maio. O Ministério da Defesa da Rússia também divulgou imagens do que disse serem veículos militares abandonados de fabricação ocidental. O Instituto para o Estudo da Guerra (ISW) avaliou que as forças do governo russo provavelmente empurraram os combatentes antigovernamentais de volta para o outro lado da fronteira em 23 de maio e também observou as alegações russas de que a Brigada Azov e o Regimento Kraken também teriam realizando ataques na fronteira separados. Autoridades ucranianas negaram qualquer envolvimento na incursão, dizendo que todos os combatentes eram cidadãos russos.
Em 24 de maio, após dois dias de combates, a Rússia afirmou que todos os atacantes foram "liquidados", algo negado por Ilya Ponomarev, o representante político da Legião da Liberdade da Rússia, que disse que as suas forças não sofreram perdas e continuaram avançando dentro da Rússia com o objetivo de capturar Moscou, embora os combates tenham praticamente cessado naquele dia.
Embora o ataque tenha trazido quase nenhum benefício para os ucranianos, com o governo em Kiev negando qualquer tipo de envolvimento, a ação foi comemorada dentro do país. Memes de Internet surgiram nas redes sociais ucranianas sobre a criação da "República Popular de Belgorod", uma paródia das Repúblicas Populares de Donetsk e Luhansk. Blogueiros pró-guerra na Rússia criticaram o governo de Vladimir Putin e a liderança militar russa. O chefe do Grupo Wagner e um aliado próximo de Putin, Yevgeny Prigozhin, acusou o Ministério da Defesa da Rússia de incompetência na proteção do país e de suas fronteiras. Adicionalmente, "Caesar", o porta-voz da Legião da Liberdade da Rússia, anunciou que a Legião alcançou seus objetivos, capturou equipamentos e militares russos e voltou para o lado ucraniano da fronteira. Ele também afirmou que apenas dois membros do pessoal antigovernamental morreram e dez ficaram feridos na operação, ao contrário da afirmação russa de 70 mortes.
Em 1 de junho, outra incursão começou perto da cidade de Shebekino, com combatentes do Corpo Voluntário Russo anunciando que a prometida "segunda fase" da luta havia começado. Desta vez, voluntários bielorrussos também participaram da incursão. Um porta-voz da Legião da Liberdade da Rússia afirmou que seus objetivos eram afastar as tropas russas de outras partes da frente e encorajar a rebelião contra o governo russo.